# Flughafen Hattiesburg–Laurel

i8
i11
i13
Der Hattiesburg–Laurel Regional Airport (IATA-Code: PIB, ICAO-Code: KPIB) ist ein öffentlicher Flughafen auf 91 m Seehöhe 17 km nördlich von Hattiesburg, Mississippi, und 37 km südwestlich von Laurel, Jones County, Mississippi, in den Vereinigten Staaten. Die Fläche des Flughafens beträgt 473 ha. Er hat eine Asphaltpiste mit 1982 m Länge und 46 m Breite.

## Geschichte
Southern Airways hatte 1955 begonnen, Laurel mit Douglas DC-3-Flugzeugen zu bedienen, die eine tägliche Hin- und Rückflugroute von Memphis – Greenville (Mississippi) – Vicksburg (Mississippi) – Jackson (Mississippi) – Laurel – Gulfport (Mississippi) – Flughafen Mobile (Regional) flogen. Bis 1960 bediente Southern sowohl Laurel als auch Hattiesburg, da jede Stadt zu dieser Zeit ihren eigenen Flughafen hatte, wobei die jeweiligen dreibuchstabigen Flughafencodes LUL und HBG gemäß dem Systemfahrplan der Fluggesellschaft waren, wobei Southern täglich einen DC-3-Rundflugdienst auf einer Route betrieb von Atlanta – Anniston (Alabama) – Birmingham (Alabama) – Selma (Alabama) – Meridian (Mississippi) – Laurel/Hattiesburg – Gulfport (Mississippi) – New Orleans.
Southern Airways fusionierte dann mit North Central Airlines zu Republic Airlines, die den Flughafen 1979 weiterhin mit Douglas DC-9-10-Jets sowie mit größeren McDonnell Douglas DC-9-50-Jets zusätzlich zu Convair 580-Turboprop bediente Flugzeuge mit Nonstop- und direkten DC-9-Flügen mit einem Zwischenstopp von Atlanta, Convair 580-Nonstop-Flügen von New Orleans, direkten Convair 580-Flügen mit einem Zwischenstopp von Memphis und Nonstop-DC-9- und Convair 580-Flügen von Meridian. Ebenfalls 1979 betrieb Universal Airways, eine Pendlerfluggesellschaft, Nonstop-Verbindungen zwischen dem Flughafen und New Orleans mit drei Hin- und Rückflügen an jedem Wochentag, die mit kleinen Beechcraft 99 betrieben wurden. Republic bot im Sommer 1984 weiterhin planmäßige Passagierdienste für PIB an; jedoch bediente die Fluggesellschaft laut ihrer Streckenkarte vom 28. April 1985 den Flughafen zu diesem Zeitpunkt nicht mehr. Zwei regionale Fluggesellschaften bedienten den Flughafen Ende 1989. Die Delta Connection, die von Atlantic Southeast Airlines (ASA) im Auftrag von Delta Air Lines direkte Flüge, mit einem Stopp von Atlanta über Meridian, durchführte, und Northwest Airlink die direkte Flüge mit einem Zwischenstopp von Memphis, ebenfalls über Meridian, durchgeführt von Express Airlines I im Auftrag von Northwest Airlines flog. ASA flog mit Embraer EMB-120 Brasilia und Northwest Airlink mit British Aerospace Jetstream 31 und Saab 340. Bis zum Frühjahr 1995 war Northwest Airlink die einzige Fluggesellschaft, die den Flughafen mit Nonstop- und direkten One-Stop-Flügen von Memphis sowie Nonstop-Flügen von Jackson (Mississippi), Meridian und Tupelo (Mississippi) bediente, die mit BAe Jetstream 31 und Saab 340 betrieben wurden.

## Flugbetrieb
Im Jahre 2021 wurden 13.853 Passagiere befördert.
Im Jahre 2022 haben 37.560 Flugbewegungen stattgefunden, davon 19.300 lokale Bewegungen, 16.500 Zwischenlandungen, 200 militärische Flüge und 1.460 Frachtflüge. 41 einmotorige und 8 zweimotorige Flugzeuge, 8 Jetflugzeuge und 1 Helikopter waren 2022 hier stationiert.
Die wichtigste Fluggesellschaft für den Flughafen ist heute SkyWest Airlines die im Auftrag der United Airlines fliegt.